# Raku

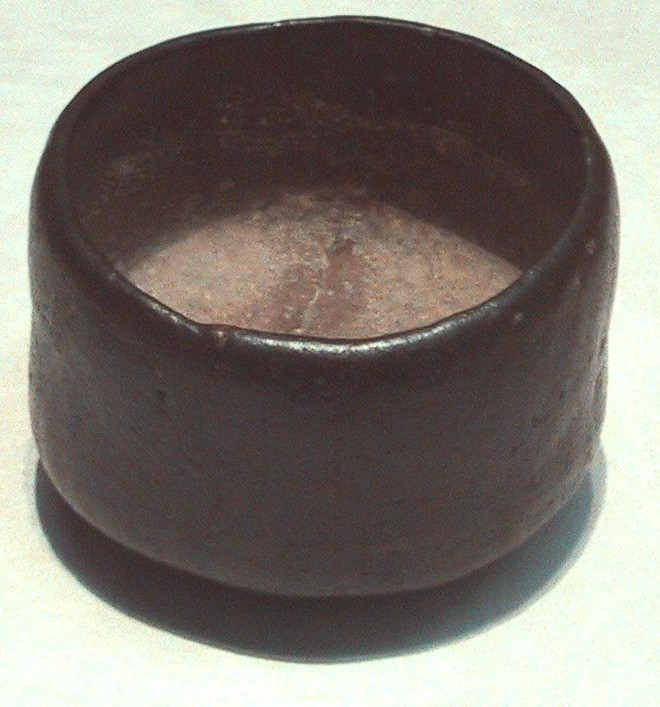
Ciotola nera in stile Raku del sedicesimo secolo, usata per la cerimonia del tè (Museo nazionale di Tokyo)

Raku-yaki (楽焼) o raku è una tecnica di costruzione e di cottura giapponese per la fabbricazione di ciotole in argilla per la cerimonia del tè.

## Storia
Il raku è una tecnica di cottura della ceramica giapponese, nata in sintonia con lo spirito zen, in grado di esaltare l'armonia delle piccole cose e la bellezza nella semplicità e naturalezza delle forme. Il Raku è un'arte al servizio di un'altra arte, la cerimonia del tè: un rito, realizzato con oggetti poveri, incentrato sulla tazza che gli ospiti si scambiavano. Le sue dimensioni erano tali da poter essere contenuta nel palmo della mano.
L'invenzione della tecnica raku è attribuita a un artigiano coreano addetto alla produzione di tegole dell'epoca Momoyama (XVI secolo d.C.), Chojiro, che la sviluppò per facilitare la fabbricazione delle ciotole per la cerimonia del tè (e il suo mecenate fu Sen no Rikyū, un maestro di questa cerimonia). Il termine giapponese raku significa "comodo, rilassato, piacevole, gioia di vivere", e deriva dal sobborgo di Kyōto nel quale era estratta l'argilla nel sedicesimo secolo. Da quel momento divenne anche il cognome e il sigillo della stirpe di ceramisti discendente da Chojiro, tuttora attiva in Giappone.

## Tecnica
Le tazze vengono cotte ad una temperatura che varia dai 750- 950 °C; raggiunta la temperatura, vengono rimosse immediatamente dal forno e lasciate raffreddare all'aria aperta. 
La tecnica utilizzata da molti ceramisti occidentali, dove prevede il collocamento delle ceramiche in contenitori pieni di materiale combustibile, non può essere considerata una pratica tradizionale giapponese del Raku, ma da attribuire alla tecnica Raku Americano.

## Colori Tecnica Raku americano
- Base: fritte "ovvero silice con aggiunta di fondente, ossido di piombo, o alcalino, con l'aggiunta di feldspati o soda, per ottenere la base vetrosa alla quale aggiungere gli ossidi coloranti", in alternativa si possono usare cristalline trasparenti esistenti in commercio
- Opacizzante: ossido di stagno per ottenere il bianco, ovvero per togliere la trasparenza naturale delle cristalline o fritte
- Ossidi: mescolarli con varie percentuali alle cristalline, applicare a pennello a spruzzo o ad immersione, in alternativa si possono applicare direttamente sui pezzi smaltati, avendo cura di non eccedere, altrimenti non riusciranno ad inglobarsi nella massa vetrosa sottostante
  - Ossido di rame per il colore verde, con riflessi metallici che vanno dal color rame al rosso rubino, al blu, fino all'oro in riduzione d'ossigeno
  - Ossido di cobalto per il colore blu e se mescolato allo stagno per l'azzurro
  - Ossido di manganese per il colore melanzana
  - Nitrato d'argento per ottenere effetti madreperlati dorati
  - Ossido di ferro rosso per ottenere gialli, bruni, fino al grigio verde in base alla percentuale di ossigeno in raffreddamento o nella camera di cottura
  - Ossido di nichel per ottenere dei verdi caldi o grigiastri in assenza d'ossigeno

## Raku americano

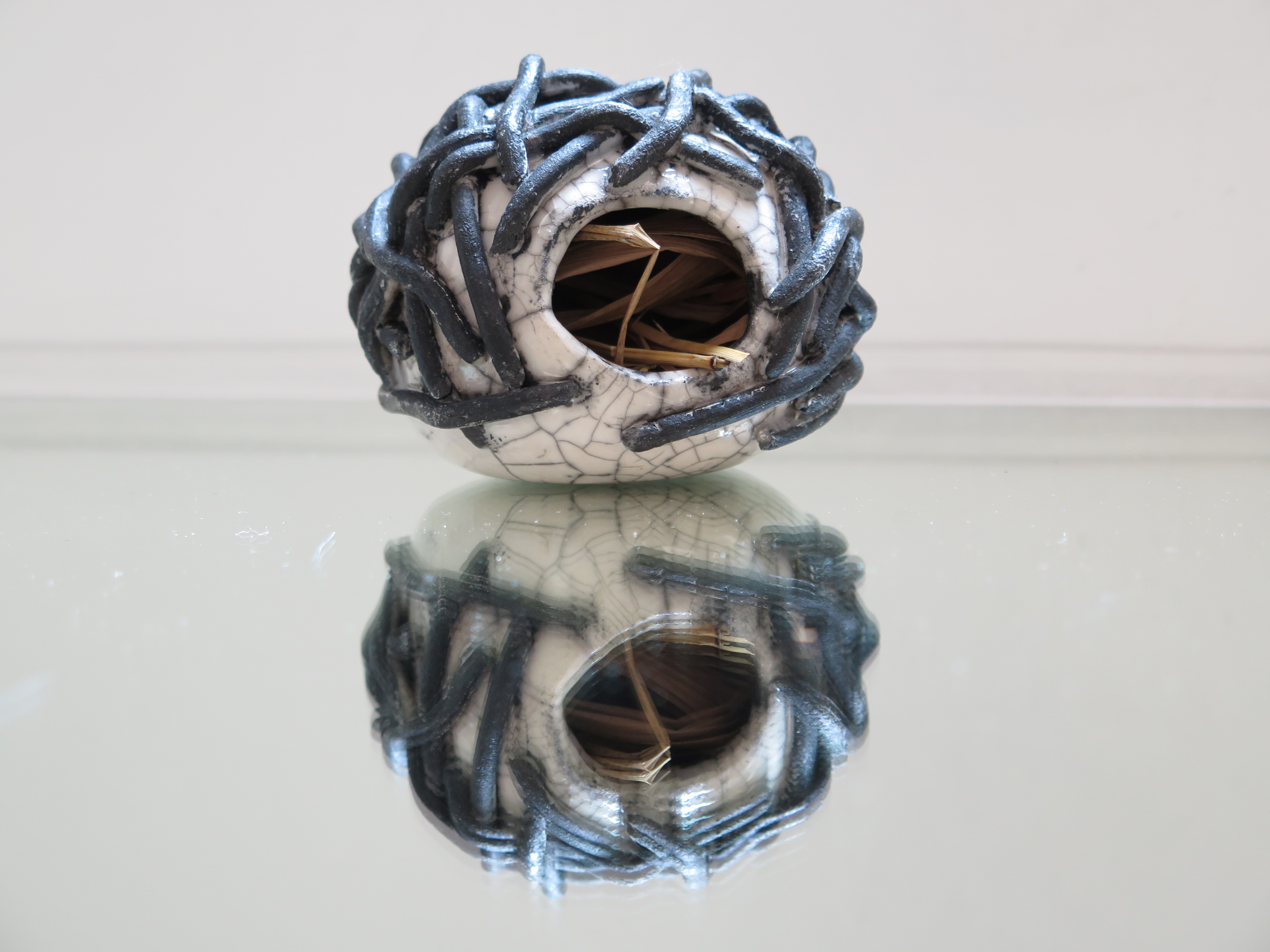

Raku divenne popolare tra i vasai americani alla fine degli anni '50 con l'aiuto di Paul Soldner. Gli americani mantennero il processo di cottura generale, cioè riscaldando rapidamente la ceramica a temperature elevate e raffreddandola rapidamente, ma continuarono a formare il loro stile unico di Raku. I risultati imprevedibili di Raku e il colore intenso, brillante e con molte sfumature attirarono molti vasai moderni. 
A seconda dell'effetto desiderato dall'artista, la ceramica viene immediatamente raffreddata in acqua o collocata in un bidone pieno di materiale combustibile, come giornali e segatura, coprendo.
L'acqua raffredda immediatamente la ceramica, fermando le reazioni chimiche della glassa e fissando i colori. Il materiale combustibile, invece, provoca una riduzione, che colora di nero le parti non smaltate della ceramica. La quantità di ossigeno, consentita durante il processo di cottura e il raffreddamento, influenzano gli effetti sul colore.